# Adiantum chilense
Adiantum chilense är en kantbräkenväxtart som beskrevs av Georg Friedrich Kaulfuss. Adiantum chilense ingår i släktet Adiantum och familjen Pteridaceae.

## Underarter
Arten delas in i följande underarter:
- A. c. scabrum
- A. c. sulphureum